# Araneus suavis
Araneus suavis är en spindelart som beskrevs av William Joseph Rainbow 1899. Araneus suavis ingår i släktet Araneus och familjen hjulspindlar. Inga underarter finns listade i Catalogue of Life.